# Zululand
Zululand (englisch Zululand District Municipality) ist ein Distrikt innerhalb der südafrikanischen Provinz KwaZulu-Natal. Der Sitz der Distriktverwaltung befindet sich in Ulundi.
Der Distriktname nimmt auf die dort lebende Bevölkerungsgruppe Zulu Bezug, die nach einem frühen Herrscher benannt sein soll und dieses Wort als „Himmel“ interpretiert wird.

## Lage
Zululand grenzt im Osten an die Nachbardistrikte Umkhanyakude und King Cetshwayo sowie im Norden an Eswatini und den Distrikt Gert Sibande in der Provinz Mpumalanga. Im Westen liegen die Distrikte Amajuba und uMzinyathi.

## Gliederung
Die Distriktgemeinde wird von folgenden Lokalgemeinden gebildet:
- AbaQulusi
- eDumbe
- Nongoma
- Ulundi
- uPhongolo

## Demografie
Nach der Volkszählung von 2011 hatte der Distrikt 803.575 Einwohner in 157.748 Haushalten auf einem Gebiet von 14.799 Quadratkilometern. Davon waren 98,1 % schwarz, 1,4 % weiß und etwa 0,2 % jeweils Coloureds und Indischstämmige.